# Bunker (Familienname)
Bunker ist ein englischer Familienname.

## Namensträger
- Berkeley L. Bunker (1906–1999), US-amerikanischer Politiker
- Chang Bunker (1811–1874), siamesischer Künstler und siamesischer Zwilling, Namensgeber für diese Fehlbildung, siehe Chang und Eng Bunker
- Charles Dean Bunker (1870–1948), US-amerikanischer Wirbeltierzoologe und Museumskurator
- Clive Bunker (* 1946), britischer Schlagzeuger
- Dennis Miller Bunker (1861–1890), US-amerikanischer Maler
- Edward Bunker (1933–2005), US-amerikanischer Krimiautor
- Ellsworth Bunker (1894–1984), US-amerikanischer Diplomat
- Eng Bunker (1811–1874), siamesischer Künstler und siamesischer Zwilling, Namensgeber für diese Fehlbildung, siehe Chang und Eng Bunker
- Joe Bunker (* 1930), englischer Radrennfahrer
- John E. Bunker (1866–1918), US-amerikanischer Anwalt und Politiker
- Larry Bunker (1928–2005), US-amerikanischer Jazz-Schlagzeuger
- Max Bunker (Luciano Secchi; * 1939), italienischer Autor, Comicautor und Verleger